# Journal of Essential Oil Research
Das Journal of Essential Oil Research, abgekürzt J. Essent. Oil Res., ist eine wissenschaftliche Fachzeitschrift, die vom Taylor & Francis-Verlag veröffentlicht wird. Die Zeitschrift erscheint mit sechs Ausgaben im Jahr. Es werden Arbeiten veröffentlicht, die sich mit ätherischen Ölen beschäftigen.
Der Impact Factor lag im Jahr 2014 bei 0,787. Nach der Statistik des ISI Web of Knowledge wird das Journal mit diesem Impact Factor in der Kategorie angewandte Chemie an 54. Stelle von 72 Zeitschriften und in der Kategorie Food Science & Technology an 84. Stelle von 123 Zeitschriften geführt.